# Bet-at-home Cup Kitzbühel 2014
Il Bet-at-home Cup 2014 è stato un torneo di tennis maschile giocato sulla terra rossa. È stata la 69ª edizione dell'evento in passato noto come Austrian Open Kitzbühel, appartenente alle ATP World Tour 250 series nell'ambito dell'ATP World Tour 2014. Si è giocato al Tennis Stadium Kitzbühel di Kitzbühel, in Austria, dal 27 luglio al 2 agosto 2014. Dal 2011 il torneo prende il nome del bookmaker bet-at-home.com.

## Partecipanti

### Teste di serie
| Giocatore   | Nazione               | Ranking* | Testa di serie |
| ----------- | --------------------- | -------- | -------------- |
| Germania    | Philipp Kohlschreiber | 25       | 1              |
| Spagna      | Marcel Granollers     | 28       | 2              |
| Rep. Ceca   | Lukáš Rosol           | 43       | 3              |
| Italia      | Andreas Seppi         | 45       | 4              |
| Austria     | Dominic Thiem         | 47       | 5              |
| Paesi Bassi | Robin Haase           | 51       | 6              |
| Finlandia   | Jarkko Nieminen       | 54       | 7              |
| Spagna      | Pablo Carreño Busta   | 57       | 8              |

*Le teste di serie sono basate sul ranking al 21 luglio 2014.

### Altri partecipanti
I seguenti giocatori hanno ricevuto una wildcard per il tabellone principale:
- David Goffin
- Gerald Melzer
- Alexander Zverev

I seguenti giocatori sono passati dalle qualificazioni:

- Albert Ramos Viñolas
- Máximo González
- João Souza
- Viktor Galović

## Campioni

### Singolare
David Goffin ha sconfitto in finale  Dominic Thiem per 4-6, 6-1, 6-3.
- È il primo titolo in carriera per Goffin.

### Doppio
Henri Kontinen /  Jarkko Nieminen hanno sconfitto in finale  Daniele Bracciali /  Andrej Golubev per 6-1, 6-4.